# 평양미술대학
평양미술대학(平壤美術大學)은 조선민주주의인민공화국 평양시의 동대원구역에 위치한 미술대학이다.
평양미대는 조선민주주의인민공화국의 미술 영재들이 진학하는 가장 권위 있고 유명한 미술대학이다. 1947년에 평양미술전문학교이라는 이름으로 개교하여 1952년 평양미술대학으로 개칭했다.
2001년에  7개의 학부와 30여 개의 강좌, 6개의 연구실을 가진 주체미술연구소와 3년제 박사원, 2년제 연구원, 미술관, 실습공장을 갖추고 있었다. 조선민주주의인민공화국 미술에서 중시하는 조선화 분야가 특히 발달하여 조선화학부는 2001년까지 1,800여 명의 조선화 전문가를 배출했다.
2001년까지 김일성상 계관인 2명, 로력영웅 2명, 인민예술가 16명, 공훈예술가 40여 명이 이 학교 출신이었을 만큼, 평양미대 동문들은 조선민주주의인민공화국 미술계의 핵심적인 역할을 담당하고 있다. 조선민주주의인민공화국의 대표적인 조소 작품인 만수대대기념비와 같은 대형 작품 제작에도 평양미대 출신들이 대거 참여했다.

## 참고자료
- “북한의 석고상”. 통일뉴스. 2001년 9월 20일. 2008년 5월 18일에 확인함.